# Anjou (Isère)
Pour les articles homonymes, voir Anjou (homonymie).
Anjou est une commune française située dans le département de l'Isère, en région Auvergne-Rhône-Alpes.

## Géographie

### Situation et description
Anjou est un village du Bas-Dauphiné, à quelques kilomètres du Rhône, situé entre Lyon et Valence.
Son terroir de 5,04 km2 se divise en trois parties distinctes, avec la plaine, vouée à l'agriculture de plein champ (céréales), le coteau où se côtoient les habitations et les cultures fruitières, et la Feytaz, où dominent les bois.
L'altitude de la commune s'étire entre 210 m et 380 m.

### Communes limitrophes
Le territoire de la commune est limitrophes de quatre autres communes, correspondant aux quatre signes cardinaux.

### Climat
Pour des articles plus généraux, voir Climat d'Auvergne-Rhône-Alpes et Climat de l'Isère.
En 2010, le climat de la commune est de type climat du Bassin du Sud-Ouest, selon une étude du Centre national de la recherche scientifique s'appuyant sur une série de données couvrant la période 1971-2000. En 2020, Météo-France publie une typologie des climats de la France métropolitaine dans laquelle la commune est dans une zone de transition entre le climat semi-continental et le climat méditerranéen et est dans la région climatique Moyenne vallée du Rhône, caractérisée par un bon ensoleillement en été (fraction d’insolation > 60 %), une forte amplitude thermique annuelle (5 à 23 °C), un air sec en toutes saisons, parfois orageux en été, des vents forts (mistral), une pluviométrie élevée en automne (250 à 300 mm).
Pour la période 1991/2020, la température annuelle moyenne est de 12,7 °C, avec une amplitude thermique annuelle de 18 °C. Le cumul annuel moyen de précipitations est de 835 mm, avec 8,6 jours de précipitations en janvier et 5,9 jours en juillet. Pour cette période 1991-2020, la température moyenne annuelle observée sur la station météorologique de Météo-France la plus proche, « Sablons », sur la commune de Sablons à 9 km à vol d'oiseau, est de 13,3 °C et le cumul annuel moyen de précipitations est de 805,2 mm,. Pour l'avenir, les paramètres climatiques de la commune estimés pour 2050 selon différents scénarios d'émission de gaz à effet de serre sont consultables sur un site dédié publié par Météo-France en novembre 2022.

### Hydrographie
Le Lambre longe la commune dans sa partie méridionale ; la Vescia, dans sa partie septentrionale. Ces deux ruisseaux ne coulent qu'à l'occasion des gros épisodes pluvio-orageux survenant généralement en automne.

## Urbanisme

### Typologie
Au 1er janvier 2024, Anjou est catégorisée bourg rural, selon la nouvelle grille communale de densité à sept niveaux définie par l'Insee en 2022.
Elle appartient à l'unité urbaine de Sonnay, une agglomération intra-départementale regroupant trois  communes, dont elle est ville-centre,,. Par ailleurs la commune fait partie de l'aire d'attraction de Roussillon, dont elle est une commune de la couronne,. Cette aire, qui regroupe 27 communes, est catégorisée dans les aires de 50 000 à moins de 200 000 habitants,.

### Occupation des sols

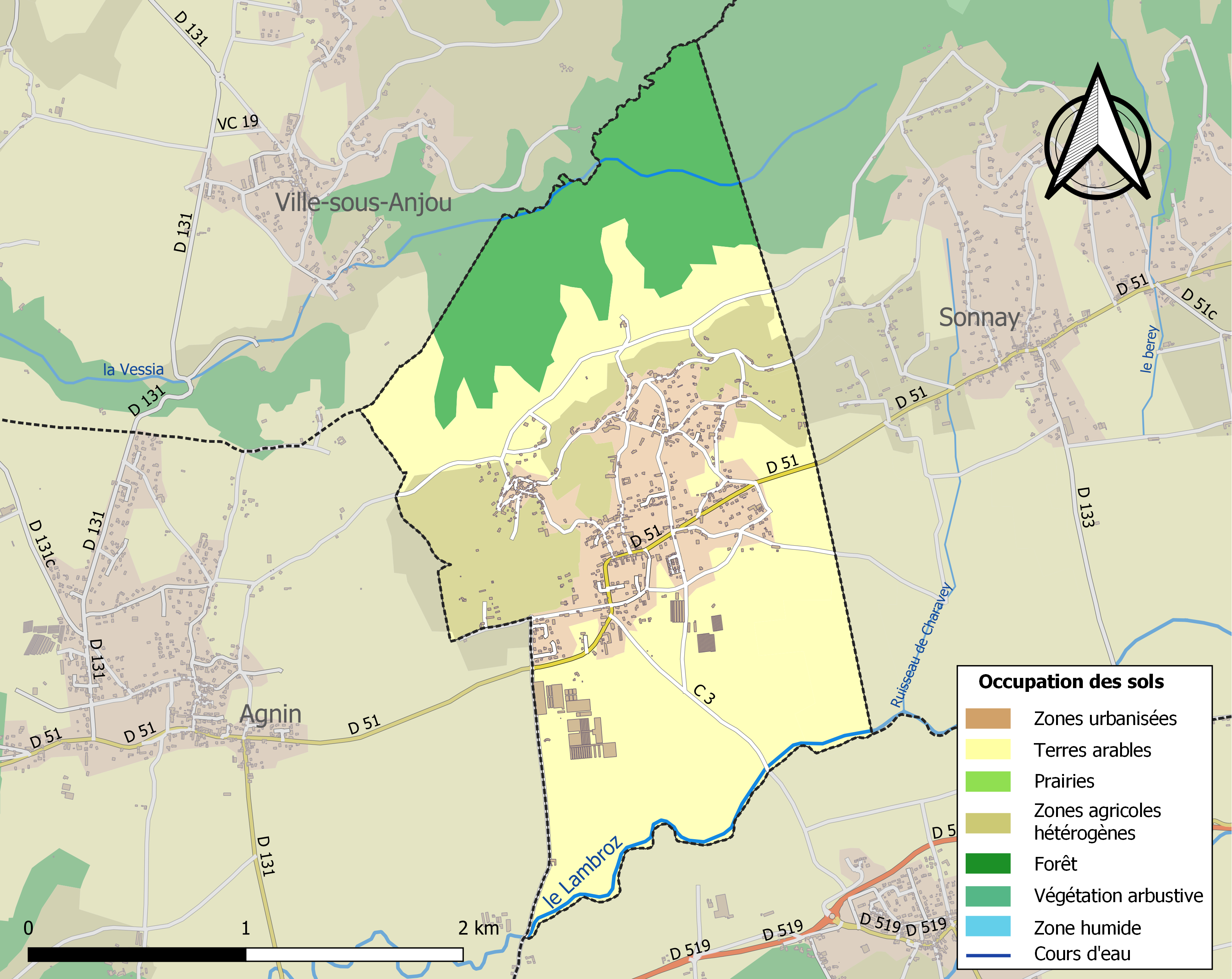
Carte des infrastructures et de l’occupation des sols en 2018 de la commune d'Anjou.

### Risques naturels et technologiques

#### Risques sismiques
L'ensemble du territoire de la commune d'Anjou  est situé en zone de sismicité n°3, dite « modérée » (sur une échelle de 1 à 5), comme la plupart des communes de son secteur géographique.
| Type de zone | Niveau            | Définitions (bâtiment à risque normal) |
| ------------ | ----------------- | -------------------------------------- |
| Zone 3       | Sismicité modérée | accélération = 1,1 m/s2                |

## Toponymie
Plusieurs hypothèses permettent d'avancer dans l'origine du nom.
Deux pistes sont fréquemment évoquées sur une origine latine :
- Andecavus, d'après le nom d'un peuple gaulois, les Andecavi ou Andegavi ;
- Ad Jovem, temple dédié à Jupiter... sans qu'aucune trace n'ait été relevée...

## Histoire
Après le retrait de l'occupation romaine au Ve siècle, Anjou a vécu tantôt sous la protection d'un État fort (Charlemagne) tantôt dans l'angoisse des invasions canalisées par le couloir du Rhône. La construction du château féodal au XIe siècle témoigne du besoin de se protéger.
L'histoire de la commune est alors liée à l'histoire de la famille d'Anjou, branche de la famille Roussillon.
Les vestiges du château féodal sont le témoin d'une époque où Anjou étendait son influence sur un vaste territoire jusqu'à la révolution française : le château était alors à la tête d'un mandement comprenant les communes actuelles de Ville sous Anjou, Agnin, Bougé-Chambalud, Sonnay et Jarcieu. Melchior Mitte de Chevrières en fut seigneur. Les rois Charles IX et Louis XIII ont honoré de leur présence le château.
Après la révolution française, qui consacra la fin de la féodalité, la commune se retrouva avec des frontières très réduites. L'activité, centrée sur une agriculture assez favorable permis à la population d'enregistrer une croissance régulière. La vie sociale se trouva d'autre part largement centrée sur l'Eglise à laquelle adhérait la totalité de la population.
Depuis le milieu du XXe siècle, l'histoire sociale et économique du village est très liée à la vallée du Rhône, dont la commune est partie intégrante: travail des actifs, éducation, santé, services marchands et administration.

## Politique et administration

### Liste des maires
| Période | Période  | Identité            | Étiquette | Qualité |
| ------- | -------- | ------------------- | --------- | ------- |
| 1965    | 1983     | André Wolff         | SE        |         |
| 1983    | 2001     | Marc Morestin-Cadet | SE        |         |
| 2001    | 2008     | Michel Morel        | SE        |         |
| 2008    | 2020     | Denis Rozier        | SE        |         |
| 2020    | En cours | Jean Michel Dolphin | SE        |         |

## Population et société

### Démographie
Les habitants sont appelés les Anjoulois.
L'évolution du nombre d'habitants est connue à travers les recensements de la population effectués dans la commune depuis 1793. Pour les communes de moins de 10 000 habitants, une enquête de recensement portant sur toute la population est réalisée tous les cinq ans, les populations de référence des années intermédiaires étant quant à elles estimées par interpolation ou extrapolation. Pour la commune, le premier recensement exhaustif entrant dans le cadre du nouveau dispositif a été réalisé en 2006.

En 2022, la commune comptait 1 023 habitants, en évolution de +1,49 % par rapport à 2016 (Isère : +3,07 %, France hors Mayotte : +2,11 %).
| 1793  | 1800 | 1806  | 1821 | 1831 | 1836 | 1841 | 1846 | 1851 |
| ----- | ---- | ----- | ---- | ---- | ---- | ---- | ---- | ---- |
| 2 541 | 900  | 1 196 | 825  | 908  | 927  | 872  | 856  | 860  |

| 1856 | 1861 | 1866 | 1872 | 1876 | 1881 | 1886 | 1891 | 1896 |
| ---- | ---- | ---- | ---- | ---- | ---- | ---- | ---- | ---- |
| 900  | 851  | 835  | 801  | 753  | 720  | 691  | 676  | 636  |

| 1901 | 1906 | 1911 | 1921 | 1926 | 1931 | 1936 | 1946 | 1954 |
| ---- | ---- | ---- | ---- | ---- | ---- | ---- | ---- | ---- |
| 614  | 591  | 558  | 522  | 524  | 522  | 503  | 454  | 605  |

| 1962 | 1968 | 1975 | 1982 | 1990 | 1999 | 2006 | 2011  | 2016  |
| ---- | ---- | ---- | ---- | ---- | ---- | ---- | ----- | ----- |
| 535  | 565  | 505  | 585  | 744  | 809  | 931  | 1 011 | 1 008 |

| 2021  | 2022  | - | - | - | - | - | - | - |
| ----- | ----- | - | - | - | - | - | - | - |
| 1 029 | 1 023 | - | - | - | - | - | - | - |

La population du village qui comptait plus de 800 habitants au XIXe siècle a connu, avec l'exode rural et une natalité relativement faible, un déclin régulier qui s'amorça dès 1875 et se poursuivi jusque dans les années 1960. En 1970, la commune passait pour la première fois de son histoire moderne en dessous des 500 âmes.
Mais depuis 40 ans, la population s'est largement accrue, et elle dépasse aujourd'hui les 1000 habitants. Le solde migratoire largement positif explique cette tendance, les arrivants provenant entre autres de l'agglomération lyonnaise. La population locale s'en trouve largement rajeunie. Les constructions ont été nombreuses sur le village depuis 2000, parfois en isolé, parfois au sein de lotissements qui ont investi la partie basse de la commune.
Une lecture de la population active montre que la majorité des actifs anjoulois ne travaillent plus depuis longtemps sur le village, mais que l'essentiel se dirige vers l'agglomération de Roussillon, tandis que d'autres partent travailler sur Annonay, Vienne et Lyon.

### Enseignement
La commune est rattachée à l'académie de Grenoble.
L'école communale scolarise dans 4 classes, les enfants de maternelle et de primaire. En ce qui concerne les collèges et les lycée, la plupart des élèves se dirigent sur l'agglomération de Roussillon, que ce soit dans les établissements publics ou privés.

### Cultes
Anjou est la commune centre de la paroisse Notre Dame des Sources qui regroupe les communes d'Agnin, Assieu, Bougé Chambalud, La Chapelle de Surieu, Saint Romain de Surieu, Sonnay, Ville-Sous-Anjou. Elle abrite la maison paroissiale et la messe y est célébrée à l'église tous les dimanches.

## Économie
Jusqu'au années 1950, l'agriculture était l'activité de la majeure partie des anjoulois qui pratiquaient alors la polyculture traditionnelle en vue de l'autosuffisance.
Avec l'arrivée et la généralisation de la mécanisation au cours des années 1950/1960, les actifs se sont tournés d'abord vers l'industrie proche (usines Rhône Poulenc à Roussillon), puis depuis les années 1980, les anjoulois exercent les métiers les plus divers, largement centrés sur les services, et la plupart du temps à l'extérieur du village.
Anjou fourni pourtant près d'une centaine d'emplois, en particulier dans l'artisanat, bien implanté sur le village, ainsi que dans le secteur du commerce et des services.
L' EHPAD Notre Dame des Roches, d'une capacité de 80 lits étant le plus gros employeur.

## Culture locale et patrimoine

### Lieux et monuments

Le château de la Sablière.

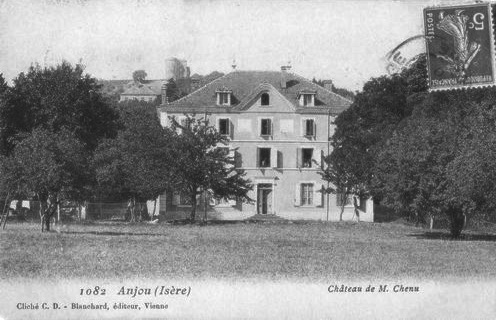
Le château de M. Chenu.

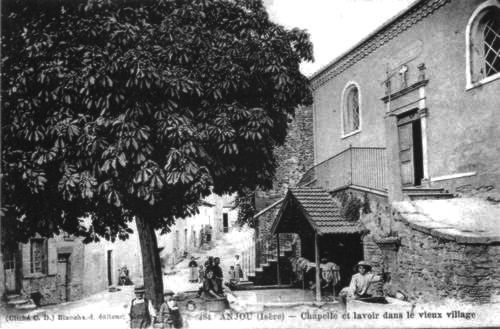
La chapelle Notre-Dame.

- L'église de la Transfiguration d'Anjou a été construite entre 1839 et 1842. Son clocher, qui culmine à 32 m a été achevé avec la pose de deux cloches fondues à Lyon en 1849 et en 1861. Ce clocher  possède en outre la plus ancienne cloche de la région[réf. nécessaire]. Elle provient du couvent des Célestins de Lyon détruit sous la Révolution française, et fut apportée à Anjou par les Bectoz de Vaubonnais, propriétaire de l'un des châteaux.

Une collection de vitraux, œuvre du maître-verrier Pierre Miciol, unique par l'homogénéité du dessin et la qualité exceptionnelle des couleurs fait la renommée de l'édifice. - ouvert à la visite du public.
Une plaque commémorative du XIIIe siècle se trouve à l'entrée de l'église.
- Le château d'Anjou et son parc de 10 hectares sont inscrits au titre des monuments historiques par arrêté du 13 mars 2009[19] Ouverts à la visite public.[20] Le château d'Anjou se trouve en face du château d'Albon, en traversant la Valloire[21].
- Le château de Fondru a été construit au XIXe siècle et appartenait à la famille de Bectoz de Vaubonnais. Il possède un pigeonnier, en cours de restauration - non ouvert à la visite du public.[22]
- Le château de la Sablière - non ouvert à la visite du public.
- La tour d'Anjou

La tour est le dernier vestige de l'ancien château daté du XIIe, siège d'un mandement, qui s'élevait à cet emplacement. Elle surplombe le vieux-village. Le site panoramique sur lequel se situe la tour, offre un point de vue unique sur 10 départements : des panneaux explicatifs, une table d’orientation, des tables de pique-nique et des sanitaires sont librement mis à la disposition de chacun.
- Le vieux village d'Anjou, avec sa chapelle. Une vieille enseigne de maréchal-ferrant datée de 1666[24] est visible depuis la route.

### Patrimoine naturel
- Le chêne de « Fond Girard » : arbre colossal, aux dimensions exceptionnelles (4,30 m de circonférence du tronc, 29 m de hauteur et 29.5 m d'envergure) et vieux de près de trois siècles.

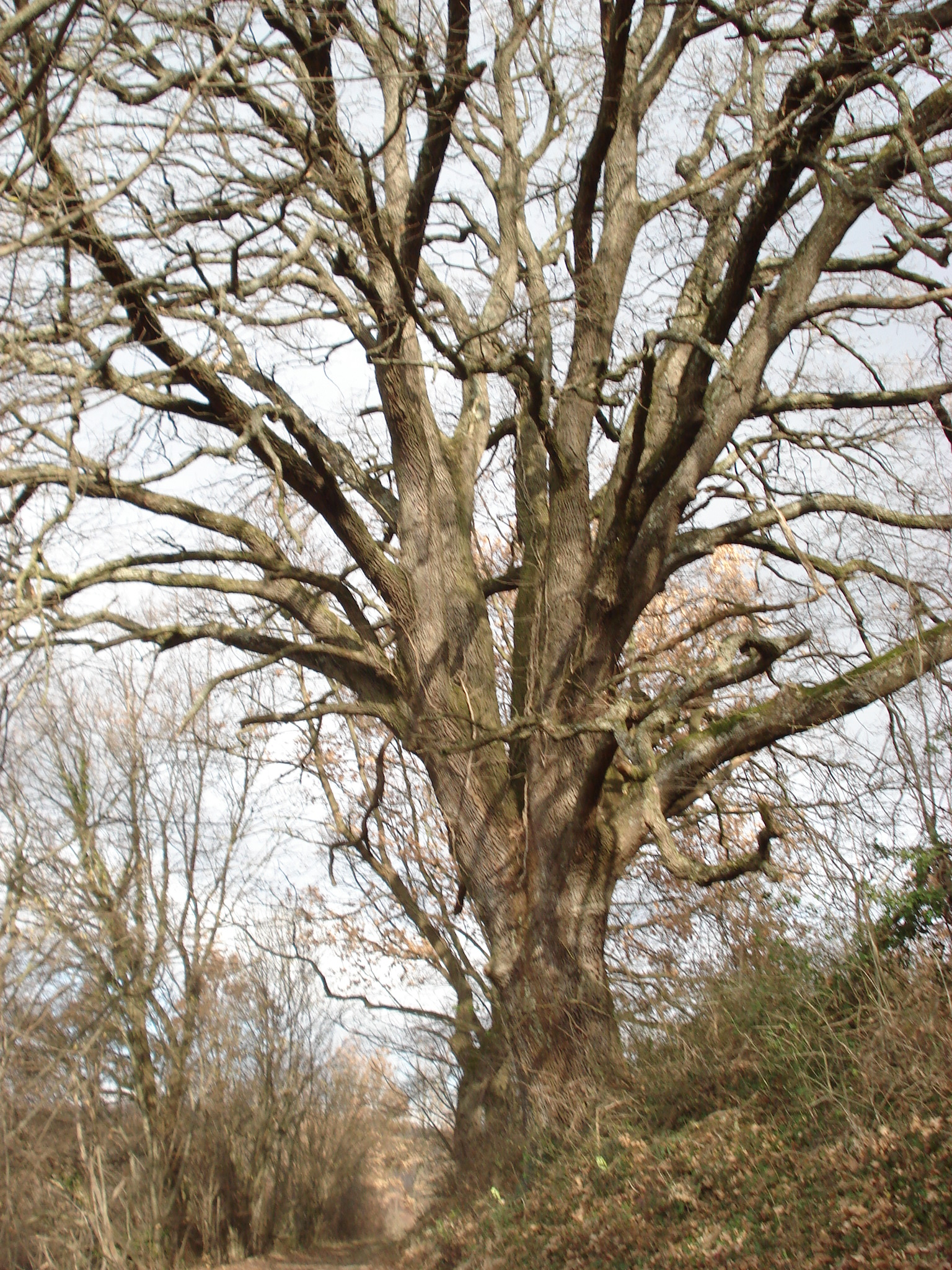
Le chêne de Fond Girard, un colosse de près de trois siècles.

### Personnalités liées à la commune
- Raimon d'Anjou, troubadour de langue provençale du XIIe siècle, un des premiers seigneurs d'Anjou.
- Le roi de France Charles IX (1550-1574) dîne au château d'Anjou le 15 août 1564.
- Claude Brosse, syndic des communautés villageoises du Dauphiné, est châtelain d'Anjou. Il obtient en 1639 de Louis XIII un décret rendant les tailles (impôts) plus justes pour le peuple ou tiers état. Sa petite fille épousa Joseph de Bectoz de Vaubonnais et lui apporta, en dot, les terres d'Anjou.
- Melchior Mitte de Chevrières, comte d'Anjou, reçoit en son château d'Anjou Louis de Bourbon, cousin de Louis XIII, gouverneur du Dauphiné lors des fêtes de Noël 1623.
- Le roi de France, Louis XIII, loge au château d'Anjou avec toute sa cour le 20 juillet 1629 en revenant du Midi.
- Humbert Guillot de Golat, sieur de la Garenne, poète Dauphinois, se retire à Anjou où il écrit de nombreux poèmes.
- Alexandre de Falcoz de La Blache (1739 - 1799), député, est natif d'Anjou.
- Marc Antoine Jourdan, homme politique né le 16 août 1798 à Anjou (Isère) et décédé le 23 juillet 1847 à Paris.
- Louis Lavauden (1881-1935), zoologiste.

### Héraldique
| Blason | Blasonnement : De gueules à l'aigle d'argent |